# JINGI 仁義
『JINGI 仁義』（じんぎ）は、立原あゆみによる日本の漫画作品。秋田書店の青年漫画雑誌『ヤングチャンピオン』にて、1988年から2002年まで連載された。本作品を原作として実写化された劇場公開用映画作品、劇場版の続編として制作され長期ヒットシリーズとなったオリジナルビデオ作品の他、アニメ化されたOVA作品などがある。
シリーズの続編としては『仁義S JINGIS』（じんぎたち）と、さらにその続編となる『仁義 零 JINGI ZERO』（じんぎ ゼロ）『仁義 BEFORE』（じんぎ ビフォア）『仁義 AFTER』（じんぎ アフター）がある。『仁義S JINGIS』は、同誌『ヤングチャンピオン』にて2006年から2012年まで連載された。『仁義 零 JINGI ZERO』は、同誌にて2013年19号から2017年22号まで連載。『仁義 BEFORE』は同誌にて2018年No8から2019年No1まで連載。『仁義 AFTER』は、同誌にて2019年No7から2019年No.22まで連載。また、スピンオフ作品に『JINGI II 仁義II』がある。作品の題名はパート2を連想させるものではあるが、『JINGI 仁義』の連載中に番外編として発表されたサイドストーリーであり、シリーズ第2作もしくは第1作の続編という位置づけにはなっていない。2017年10月時点で累計発行部数は3000万部を記録している。

## あらすじ
『JINGI 仁義』
鉄砲玉の仁と元テロリストの義郎が偶然の出会いから意気投合し、敵対するものと戦い続けてヤクザ社会で出世していく。
『仁義S』
墨田川会系のツートップの仁と義郎の間に突如として対立が発生する。この状況の中、末端組織のチンピラアキラと天才的な執刀技術を持つはぐれ外科医大内が出会い、一円会全体を巻き込む抗争の渦中に巻き込まれていく。新世代の「仁義たち」のストーリー。
『仁義 零』
ついに一円会の頂点を狙う仁と義郎の最終章。
『仁義 BEFORE』
仁と'義郎、両者がヤクザの道を歩むまでの過去を描く。
『仁義 AFTER』
極道を引退した仁、その後の物語。

## 登場人物

### 主人公
神林 仁（かんばやし じん）
「ひとし」が本名だが、身内からは「ジン」と呼ばれている。直情径行で情に厚い性格。
墨田川会系砂組の平組員。兄貴分に鉄砲玉を命じられた際、偶然通りかかった義郎を誤って銃撃したのが縁で知り合い、意気投合して兄弟分となる。
当初は平凡なチンピラだったが、相棒の義郎の手助けを得て、男気を発揮してヤクザ世界で出世して行く。
八崎 義郎（やざき ぎろう）
「よしろう」が本名だが、親しい者からは「ギロウ」と呼ばれている。頭脳明晰で権謀術数に長け、表面上は落ち行いた物腰の優男。
元は東大生で極左の過激派学生。超高性能爆弾を製作するテロリスト「昨日の牙」として公安警察にマークされていたが、現役時代は正体を隠し通した。
反体制運動に意義を見出せなくなり一方的に引退を表明したころ、鉄砲玉の仁に人違いで狙撃される。それが縁で、単純明快な情理に生きるヤクザ世界に魅力を感じ、仁とともにヤクザ世界でのし上がる野望を抱く。
仁の兄弟分として一歩引いた立場で常に行動を共にし、頭脳を活かして資金集めや戦略を担当しながら、二人でヤクザ世界の頂点を目指す。

### 仁を取り巻く女たち
愛子
仁の愛人。チンピラ時代の仁がナンパした家出娘で当時16歳。仁との子である礼一を産むが、出産時死亡。
野村美津子
駆け出しのころに行きつけのスナック「AN」で、酔って逆ナンパをしてきた主婦。証券マンの野村の妻で、幼稚園の娘がいる。手切れ金代わりにベンツを貰う。
原田 節子
証券会社のOL・美智子の学生時代の友人。建設省官僚の娘。ニュータウン構想のインサイダー情報絡みで関係を持つ。
高石 恵美
売春女子高生。都議の娘。アダルトビデオ出演に関して「新宿流会」に脅迫される。	トラブル解決の礼に、奥多摩のニュータウン構想の情報を漏洩に繋がる。
由起子
銀猫の二号店「二匹目の銀猫」のバニーガール。相同の資金源である覚醒剤密売の客。情報を得るために接触し、中毒から復帰させた。
社会復帰後は、幼児時代の礼一の面倒を見る。相同の覚醒剤ルートの調査に際し、自発的に協力するも敵方に素性がバレてしまい、薬物の過剰摂取で死亡。
陽子
クラブ「銀猫」の新人ホステス。元看護婦で、礼一の生まれた「千葉医院」で担当をしていた。付かず離れずで長い付き合い。
芝原 綾乃
高校教師。金原たちの高校中退に絡み仁と知り合う。後に愛人関係になるが、金原の死亡に伴い関係を清算し、田舎の学校へと転勤。

### 義郎を取り巻く女たち
関本 祐子
過激派の現役メンバー。学生時代の義郎の恋人で、過去に義郎の子供を妊娠し、堕胎したことがある。
セクトの活動に絡み海外に渡航する計画があり、その際に「昨日の牙」の爆弾の製法を持参する手筈であったが、代わりに100万ドル入ったスイス銀行の口座を譲渡されて出国。
幸田 純子
クラブ「銀猫」のママ。元々は黒川の愛人だったが、義郎の愛人となる。
結木 友子
大手商社「紅菱商事」部長の娘。最初のシノギとして輸入牛肉の横流しに参画するために近付いた。
美智子
証券会社「中央証券」のOL。「北方郵船」の仕手戦絡みで交際していた。
宇佐美若菜
裕福な人妻。綾乃の同僚の教師・宇佐美の妻。実父は同校の理事長で、旧財閥系の出身者。夫が買春容疑で逮捕されたのを機に離婚、旧姓の「千家」に戻る。

### 仁と義郎の関係者
神林 礼一
仁と愛子の実子。
駄菓子屋のばあちゃん
チンピラ時代からの顔見知りの老婆。母を亡くした礼一を同居させて面倒を見ている。
比奈子
所轄の婦警。駄菓子屋のばあちゃんの持つアパート「寿荘」の住人。幼稚園入園前後の礼一の面倒を見ていた。仁の女性関係としては肉体関係が無い。
伊藤小百合
神林通商の事務員(ちなみに初任給は月15万)。のちに「サガン企画」室長(年収は2000万以上)。
野村
証券会社「糸丸証券」社員で課長職。のちに「サガン企画」社長。

## 登場する組織

### 関東一円会
関東一帯を範囲とする広域組織。
歴代会長は浅見徳二・高山新八郎・酒井渉(酒井陟との表記も)・小笠原盛也・柳澤恒成・(横山理樹／『JINGIS』)。
当初は名前だけ登場する程度であったが会長であった浅見徳二・浅見組組長の死去に伴う跡目争いに絡み、脱会した岩見組との戦争に関連して本格的に登場。

#### 墨田川会
東京都墨田区・隅田川近辺を縄張りとする暴力団。初代黒川組が拡大して作られた連合組織である関東一円会に所属する二次団体。なお「墨田川」は実際の隅田川の旧称でもある。
物語は先代「黒川組長」が死亡し、二代目会長を実子の黒川忍が継いだ直後の混乱から始まる。黒川の解任後に砂川明治が三代目会長に就任。その後、復帰した黒川が四代目会長に就任(副会長は神林仁)、砂川は新設の名誉職・会頭に就任。黒川の失脚により会長職は空席のまま、仁が会長代行。砂川の死亡に伴い、砂組組長を襲名した仁が五代目会長となる。
シリーズ初期は、墨田川組を筆頭に砂組・別当組・古沢組・流水会という構成。本家・墨田川組が消滅と再編を繰り返して弱体化、砂組が事実上のトップとなる。神林会長の時代に、全体の再編成が行われて参加団体を完全に系列化、対外的には「墨田川会」として一本化される。内部的には系列と縄張りは残っているものの、「〜組」という呼称は用いられていない模様。
墨田川組
初代黒川組長の作った組であり、墨田川会本家。二代目を実子の黒川忍が継ぐ。若頭は相同一正。
黒川忍の会長解任に伴い一時消滅し、組織は相同を組長とする「相同組」に引き継がれる。その後、相同が失脚したことにより「相同組」消滅。同時期に、縄張りを持たない「黒川組」を黒川忍が組織。「相同組」の消滅後は、その縄張りを受け継ぎ、後に「墨田川組」に名称を変更した。六代目会長を狙った黒川の死亡により解散、本家としての墨田川組は消滅する。残党は「黒川組」時代からの若頭・小滝がまとめる。
砂組
初代黒川組長の兄弟分の砂川明治が作った組、分家筋にあたる。若頭は井尻。舎弟頭は磯里。幹事長は家垣。
二代目組長は神林仁。二代目襲名と五代目会長職就任、黒川組本家の消滅により、事実上「墨田川会本家」となる。理事(若頭に相当)は八崎義郎。小笠原竜二が若頭補佐に相当する。
旧来の砂組系構成員と、神林直系構成員との2系統が存在する。仁と義郎が表裏一体の関係であるため、神林直系の構成員はどちらかの派閥という訳ではなく、役割分担によって相互に行き来している模様。
磯里会
砂組舎弟頭の磯里が作った組で砂組の二次団体(関東一円会系四次団体)。
別当組
初代黒川組長の兄弟分の別当が作った組、分家筋にあたる。若頭は鈴村修。
本家・墨田川組との対立により別当が引退し、鈴村が二代目を襲名(若頭は大松英樹)。鈴村の失態により、別当が組長に復帰。その後、別当が再度引退し、旧・別当組系は義郎に譲られ、大松が残党を取りまとめる。後に大松が降格して平組員となり、実質的に消滅。
古沢組
成立時期は砂組・別当組より新しく、本家筋の子組にあたる。組長は古沢要。若頭は野々山邦博。
再編成時に解体され、古沢は引退、残党は野々山が引き継ぐ。
流水会
初代黒川組の成立以前から当地にあった老舗の団体。墨田川会発足に伴い傘下に入った。組長は水田甚一郎。若頭は原剛。
砂組と対立して水田は死亡、原が失脚して、次席の名手が組長に就任。再編成時に解体され、派閥として名手が引き続き取りまとめる。
『JINGIS 仁義S』の主人公が所属する「七ツ山組」は流水会の水田が死亡する前に流水会から分家したとの設定になっているが本作では登場していない。

#### 高山組→横山組
一円会会長だった浅見の死去に伴い、推挙される形で長老である高山組組長・高山新八郎が会長職に座るが暗殺され、横山理樹が後を継ぐ。その後森の石会と小笠原組の抗争に絡み抗議の引退をし義郎が後を預かる。仇討ちに協力するなど、墨田川に一番親しい組織である。
横山組
上呂組
中呂組
下呂組
潮来組
組長は松井。元々は一本独鈷の独立組織であったが横山の一円会復帰時に傘下に加入した。

#### 浅見組→小笠原組
登場時は一円会会長・浅見徳二がいた組織で、死去により小笠原盛也が跡を取り小笠原組の名前が台頭する。内部的には大きく分けて小笠原組と浅見組の二派が存在するが、小笠原が主流になった後は小笠原系の人物が組長に座っている。I・I戦争時に岩見の娘と婚約した義郎を裏切りと勘違いしぶつかった一件で実力を見抜き、将来邪魔な存在になる前に潰すことを色々と画策。以降一円会内部では失脚した酒井による対立工作時に協力したこと以外では墨田川と小笠原の対立軸が話の基本になる。酒井が正式に失脚すると共に一円会会長に就任。その後森の石が右派左派に分裂した時に、ほぼとばっちり同然に森の石左派の恨みを買い暗殺される。花田国雄ら何人かを経て藍喜治が組長に就任。墨田川と和解する。
浅見組
小笠原組
樹会
小笠原組系の組織で主にスパイ活動や暗殺などで暗躍。
花田組
小笠原組系の組織。
春名組
浅見組系の組織。
百瀬組
組長の百瀬満は浅見組舎弟頭で関東一円会相談役に付いておりI・I戦争終結に立会っている。

#### 岩見組
組長は岩見紀一。関東一円会会長だった浅見徳二の死去に伴い、次期会長を狙っていたが阻まれて脱会し一円会と抗争を始める。一円会離脱後は岩見会の中心組織。
森組

#### 平間組
組長は平間三郎。平間は登場時は関東一円会幹事長で岩見と行動を供にしていた。一円会を離脱し岩見会結成に参加。副会長職を得て岩見会の中心組織の一つとなる。

#### 森の石会
登場時の会長は名久井身命。最初は墨田川寄りで副会長まで昇るが、失脚した酒井にそそのかされてサガンに仕手戦を挑んだ末敗北し失脚した後暗殺される。その後一時期分かれたが後に柳沢恒成が頭に座ることで再びまとまり、最後は墨田川のバックアップもあり一円会会長に収まる。
森組

#### 上州またたび会
登場時の会長は岩津火良和。関東一円会会長・酒井の病気に伴い岩津火良和が関東一円会会長代行になる。 だがその直後爆死。清水雄治が跡を継ぎ墨田川の協力を得て首謀者の元・酒井組傘下の三ノ宮を討つ。
三笠組

#### 雄武会
会長は木杉。空手道場を持つ。最初は小笠原にそそのかされ墨田川に敵対するが仁と木杉の直接の話し合いにより和解し中盤は墨田川・森の石・雄武会の頭4人で相談などをするようになる。しかし会長選に絡んで爆死。槌橋が跡を継いだが以降は反墨田川の位置に移る。

#### 酒井組
組長は酒井渉。高山会会長の暗殺後正式に一円会会長に就任。長く会長を務めるが、自身が倒れ健康問題が浮上したことで、失脚を恐れてリハビリの時間稼ぎのために各組織を抗争状態に置くことを画策。しかしその後露見し小笠原盛也が会長に就くと同時に正式に失脚。最後は同じような境遇の者を集めて復帰を目論むが失敗する。跡は末吉組組長・末吉辰夫が酒井組を継ぐ。
末吉組

#### 竜門会
会長は富田一二三。続編のJINGISでは大きく動くがこの作品では目立った動きは殆どなく立志会と共に数合わせのような存在。ただ戦争以外の、例えば会長選などの場合、立志会と共に墨田川とは対局の方を選んでいる。

#### 立志会
会長は草野一行。竜門会以上に組織としては草野以外の内部が話に出て来ない。

#### 利根組
組長は甲田美貴高。組織としての全貌が見えてくるのは電車内での仁とチンピラのイザコザの一件から。一円会内部では中立的なポジションで、金品などになびくようなことは無いが、上記の一件以降は墨田川寄りになり最後は一円会副会長の役に就く。

#### 鳩山組
岩見の死去に伴う抗争終結後、一円会に復帰した元・岩見組を基礎とする組織。復帰時の組長は鳩山五郎だったが、I・I戦争時に高山組組長を殺害したことで横山に仇討ちされ死亡。その後は春海良二が跡を継ぐが、小笠原組・藤原が「外道」と評するように、復帰から後ろ盾になっていた小笠原の資金ルートを知ると横取りして小笠原組と対立し殺される。その後新崎竹雄が跡を継ぐ。
春海組
怒涛会
鳩山組の下部組織でI・I戦争時に積極的に抗争事件を起こしていた武闘派組織。会頭は榎木田悟。

#### 真十字会
会長は門脇徳三郎。岩見会との抗争終結後、墨田川に対して最初にぶつかった組織。内部の四組織は一枚岩ではなく、抗争状態だったのを墨田川が肩入れした真十字会若頭の鳥島が率いる沖組の先代組長がまとめ、さらに一歩引くことにより成立した組織。会自体は門脇失脚による墨田川との抗争集結後に成立前の状態に分裂し消滅。
門脇組
牧内組
組長は牧内。小笠原組がバックアップ。
高田組
組長は高田。上州またたび会がバックアップ。
沖組
登場時の組長は真十字会若頭の鳥島。墨田川会がバックアップ。

#### その他の関東一円会傘下の組織
利根川組
墨田川会から分家した組織。名前のみの登場。組長の利根川武男は砂川明治が育てた8人衆の1人である。
菊屋組
墨田川会から分家した組織。岩見会結成に参加後、一円会に復帰。菊屋組組長の娘が鳩山五郎に嫁いでいた。
三田組
組長は三反田。I･I抗争で最初期に狙撃された。先代組長は砂川と兄弟盃をかわしていた。
馬々組
本拠地は相馬。仁が出所後に立ち寄った組織。
巴組
関東一円会直系組織。
奴会
岩見会結成に参加した組織。
大西組
岩見会結成に参加した組織。名前のみの登場。
金水会
岩見会結成に参加した組織。名前のみの登場。傘下に荒木組・神田川一家・金水組・柳橋十組。
水天仁会
岩見会結成に参加した組織。名前のみの登場。傘下に水天一家・二階道組・雷神組・日本橋組・銀友会・銀座一家街組。

### 風組
組長は風岡翔。関東を拠点とする広域一次団体。『本気!』『弱虫（チンピラ）』などの舞台となっている組織であるが、本作では多少の小競り合いはあるもの物語には殆ど絡まず、義理事で組長の風岡翔が顔を見せる程度である。

### 極地天道会
関西を拠点とする広域一次団体。会長は明戸・副会長は水野欣一・若頭は飛田英希(『JINGIS 仁義S』の時点では会長)。『JINGIS 仁義S』では抗争の原因となるなど大きく絡んでくるが、本作では小笠原組との小競り合いから仁義コンビと極地天道会・水野組の関屋とのパイプができた経緯が描かれている。
水野組

### その他の組織
極北総業
カニの密猟を主な資金源とする独立組織。神林通商とカニの取引をしていた。
新宿流会
出雲連合弥生組
竜王組
I･I戦争の仲裁役候補の「北の組織」として名前のみ登場。
新大阪会
I･I戦争の仲裁役候補の「西の組織」として名前のみ登場。

## 書誌情報

### 単行本
- 立原あゆみ 『JINGI 仁義』 秋田書店〈ヤングチャンピオンコミックス〉、全33巻
  1. 1988年12月19日発売[2]、ISBN 4-253-14271-0
  2. 1989年4月6日発売[3]、ISBN 4-253-14272-9
  3. 1989年9月1日発売[4]、ISBN 4-253-14273-7
  4. 1990年1月6日発売[5]、ISBN 4-253-14274-5
  5. 1990年5月1日発売[6]、ISBN 4-253-14275-3
  6. 1990年10月4日発売[7]、ISBN 4-253-14276-1
  7. 1991年2月22日発売[8]、ISBN 4-253-14277-X
  8. 1991年7月11日発売[9]、ISBN 4-253-14278-8
  9. 1991年11月22日発売[10]、ISBN 4-253-14279-6
  10. 1992年4月2日発売[11]、ISBN 4-253-14280-X
  11. 1992年9月3日発売[12]、ISBN 4-253-14281-8
  12. 1993年5月14日発売[13]、ISBN 4-253-14282-6
  13. 1993年11月1日発売[14]、ISBN 4-253-14283-4
  14. 1994年5月20日発売[15]、ISBN 4-253-14284-2
  15. 1994年10月14日発売[16]、ISBN 4-253-14285-0
  16. 1995年3月17日発売[17]、ISBN 4-253-14298-2
  17. 1995年8月25日発売[18]、ISBN 4-253-14299-0
  18. 1995年12月13日発売[19]、ISBN 4-253-14300-8
  19. 1996年5月24日発売[20]、ISBN 4-253-14301-6
  20. 1996年9月20日発売[21]、ISBN 4-253-14302-4
  21. 1997年2月7日発売[22]、ISBN 4-253-14303-2
  22. 1997年7月11日発売[23]、ISBN 4-253-14304-0
  23. 1997年11月21日発売[24]、ISBN 4-253-14310-5
  24. 1998年6月19日発売[25]、ISBN 4-253-14311-3
  25. 1998年12月11日発売[26]、ISBN 4-253-14312-1
  26. 1999年5月28日発売[27]、ISBN 4-253-14313-X
  27. 1999年8月5日発売[28]、ISBN 4-253-14558-2
  28. 2000年2月24日発売[29]、ISBN 4-253-14559-0
  29. 2000年10月26日発売[30]、ISBN 4-253-14560-4
  30. 2001年7月12日発売[31]、ISBN 4-253-14561-2
  31. 2001年10月18日発売[32]、ISBN 4-253-14562-0
  32. 2002年3月7日発売[33]、ISBN 4-253-14563-9
  33. 2002年9月12日発売[34]、ISBN 4-253-14587-6
- 立原あゆみ 『JINGI II 仁義II』 秋田書店〈ヤングチャンピオンコミックス〉、2000年5月31日発売[35]、ISBN 4-253-14657-0
- 立原あゆみ 『仁義S JINGIS』 秋田書店〈ヤングチャンピオンコミックス〉、全19巻
  1. 2006年7月20日発売[36]、ISBN 4-253-14991-X
  2. 2006年11月20日発売[37]、ISBN 4-253-14992-8
  3. 2007年3月20日発売[38]、ISBN 978-4-253-14993-8
  4. 2007年7月20日発売[39]、ISBN 978-4-253-14994-5
  5. 2007年11月20日発売[40]、ISBN 978-4-253-14995-2
  6. 2008年2月20日発売[41]、ISBN 978-4-253-14996-9
  7. 2008年8月20日発売[42]、ISBN 978-4-253-14997-6
  8. 2008年11月20日発売[43]、ISBN 978-4-253-14998-3
  9. 2009年2月20日発売[44]、ISBN 978-4-253-14999-0
  10. 2009年7月17日発売[45]、ISBN 978-4-253-15000-2
  11. 2009年11月20日発売[46]、ISBN 978-4-253-15009-5
  12. 2010年2月19日発売[47]、ISBN 978-4-253-15010-1
  13. 2010年6月18日発売[48]、ISBN 978-4-253-15015-6
  14. 2010年11月19日発売[49]、ISBN 978-4-253-15016-3
  15. 2011年5月20日発売[50]、ISBN 978-4-253-15017-0
  16. 2011年8月19日発売[51]、ISBN 978-4-253-15018-7
  17. 2012年1月20日発売[52]、ISBN 978-4-253-15019-4
  18. 2012年7月20日発売[53]、ISBN 978-4-253-15020-0
  19. 2012年9月20日発売[54]、ISBN 978-4-253-15013-2
- 立原あゆみ 『仁義 零 JINGI ZERO』 秋田書店〈ヤングチャンピオンコミックス〉、全14巻
  1. 2013年5月20日発売[55]、ISBN 978-4-253-15090-3
  2. 2013年7月19日発売[56]、ISBN 978-4-253-15091-0
  3. 2013年12月20日発売[57]、ISBN 978-4-253-15092-7
  4. 2014年月18日発売[58]、ISBN 978-4-253-15093-4
  5. 2014年9月19日発売[59]、ISBN 978-4-253-15094-1
  6. 2015年1月20日発売[60]、ISBN 978-4-253-15095-8
  7. 2015年6月19日発売[61]、ISBN 978-4-253-15096-5
  8. 2015年10月20日発売[62]、ISBN 978-4-253-15097-2
  9. 2016年2月19日発売[63]、ISBN 978-4-253-15098-9
  10. 2016年7月20日発売[64]、ISBN 978-4-253-15099-6
  11. 2016年12月20日発売[65]、ISBN 978-4-253-15100-9
  12. 2017年5月19日発売[66]、ISBN 978-4-253-15168-9
  13. 2017年9月20日発売[67]、ISBN 978-4-253-15169-6
  14. 2017年11月20日発売[68]、ISBN 978-4-253-15170-2

### 廉価版
廉価版コミックス（コンビニコミック）は複数回の刊行がある。
最初期のシリーズは2001年に刊行された。秋田書店のコンビニコミックとしては初のリリースであり、同年9月にレーベル名の変更を受けた関係上、シリーズ中途でレーベル枠をまたぐ形となっている（秋田ハンディコミックス→秋田トップコミックス）。なお、このシリーズは第3巻で終了となったため、作品序盤のみを再録している。価格は各巻286円（税抜表示）。
二度目のシリーズは2006年から2007年にかけて刊行された。このシリーズは全16巻にて作品全編を再録。通常より頁数が多いためワイド版となっている。
三度目のシリーズは2010年に刊行された。このシリーズは全11巻にて作品全編を再録。前回同様にワイド版での刊行だが、巻ごとの頁数は増加しているため全巻数は少なくなっている。
- 立原あゆみ 『JINGI 仁義』 秋田書店〈秋田ハンディコミックス / 秋田トップコミックス〉[注 1]、全3巻
  1. 「兄弟編」2001年7月、ISBN 4-253-18826-5 ※「AHC」レーベル[注 1]
  2. 「鉄砲玉編」2001年8月、ISBN 4-253-18827-3 ※「AHC」レーベル[注 1]
  3. 「理事長補佐編」2001年10月、ISBN 4-253-18828-1 ※「ATC」レーベル[注 1]
- 立原あゆみ 『JINGI 仁義』 秋田書店〈秋田トップコミックスワイド〉、全16巻 ※冠タイトル「ニューアウトロー伝説」
  1. 「資金源」2006年5月、ISBN 4-253-24092-5
  2. 「代行」2006年6月、ISBN 4-253-24093-3
  3. 「極道運」2006年7月、ISBN 4-253-24094-1
  4. 「破門状」2006年8月、ISBN 4-253-24095-X
  5. 「手打ち」2006年9月、ISBN 4-253-24096-8
  6. 「脱会」2007年1月、ISBN 978-4-253-24097-0
  7. 「私刑」2007年2月、ISBN 978-4-253-24098-7
  8. 「面会」2007年3月、ISBN 978-4-253-24099-4
  9. 「博打」2007年4月、ISBN 978-4-253-24285-1
  10. 「狙撃」2007年5月、ISBN 978-4-253-24286-8
  11. 「縁切り」2007年6月、ISBN 978-4-253-24287-5
  12. 「処刑」2007年7月、ISBN 978-4-253-24288-2
  13. 「冤罪」2007年8月、ISBN 978-4-253-24289-9
  14. 「隠退」2007年9月、ISBN 978-4-253-24290-5
  15. 「維新」2007年10月、ISBN 978-4-253-24291-2
  16. 「組閣」2007年11月、ISBN 978-4-253-24292-9
- 立原あゆみ 『JINGI 仁義』 秋田書店〈秋田トップコミックスワイド〉、全11巻 ※冠タイトル「NEWアウトロー伝説」
  1. 「兄弟」2010年2月25日発売、ISBN 978-4-253-24293-6
  2. 「刺客」2010年3月24日発売、ISBN 978-4-253-24296-7
  3. 「悪運」2010年4月28日発売、ISBN 978-4-253-24302-5
  4. 「監禁」2010年5月27日発売、ISBN 978-4-253-24303-2
  5. 「出所」2010年6月24日発売、ISBN 978-4-253-24304-9
  6. 「撲殺」2010年7月29日発売、ISBN 978-4-253-24306-3
  7. 「毒皿」2010年8月26日発売、ISBN 978-4-253-24307-0
  8. 「再会」2010年9月30日発売、ISBN 978-4-253-24308-7
  9. 「冷血」2010年10月28日発売、ISBN 978-4-253-24309-4
  10. 「散華」2010年11月25日発売、ISBN 978-4-253-24310-0
  11. 「維新」2010年12月29日発売、ISBN 978-4-253-24313-1
- 立原あゆみ 『仁義S JINGIS』 秋田書店〈秋田トップコミックスワイド〉、 全8巻
  1. 「決裂」2013年9月26日発売、ISBN 978-4-253-24721-4
  2. 「カウントダウン」2013年10月31日発売、ISBN 978-4253-24722-1
  3. 「裏切り者」2013年11月28日発売、ISBN 978-4-253-24723-8
  4. 「一円会分裂」2013年12月26日発売、ISBN 978-4-253-24724-5
  5. 「疑心暗鬼」2014年1月30日発売、ISBN 978-4-253-24725-2
  6. 「取り立て」2014年2月27日発売、ISBN 978-4-253-24726-9
  7. 「手打ち」2014年4月4日発売、ISBN 978-4-253-24727-6
  8. 「石っころ」2014年4月24日発売、ISBN 978-4-253-24728-3

## 映画版
1991年作品。105分。日映エージェンシー＝東映製作・東映配給。1992年VHS発売元：株式会社日映、販売元：東映ビデオ株式会社。伊原剛志、竹内力ダブル主演。

### 登場人物（映画版）
神林 仁
「かんばやし ひとし」が本名だが「じん」と呼ばれている。砂川組組長代行にして企業舎弟「神林通商」社長。人情派で血の気が多く切れると後先考えずに行動する。義郎と出会う前はチンピラで砂川組の鉄砲玉として働いていたが、対立する組幹部と間違えて義郎を狙撃したことが縁で出会ったことから砂川組組長、ひいては関東一円会会長を目指す。
八崎 義郎
「やざき よしろう」が本名だが「ぎろう」と呼ばれている。東大卒の元エリート銀行マン。砂川組理事長にして「神林通商」専務。東大在学中は左派過激派組織「昨日の牙」のテロリストとして活動していたが、運動に迷い組織を抜けた後、仁に敵対する組幹部と間違えられ撃たれたことで、やくざの世界に足を踏み入れる。仁を砂川組組長にするためならどんな手をも使う。過激派のころに爆弾を作っていたため、殺しにはまれにそれを使用することもある。

### キャスト（映画版）
- 神林仁：伊原剛志
- 八崎義郎：竹内力
- 芝原綾乃：早見優
- 米助：田中傑幸
- 金原：菅原加織
- 英松：矢野泰二
- 黒川康男：貞永敏
- 幸田純子：芦川よしみ
- 大野：長谷川初範
- 権藤茂：室田日出男
- 柳原謙造：綿引勝彦
- 川村正枝：内海桂子
- 村岡医師：菅原文太（特別出演）
- 砂川明治：岡田眞澄
- 石井愃一

### スタッフ（映画版）
- 監督：長谷川計二
- 製作：中村俊安
- プロデューサー：小島吉弘・横山和幸
- 企画：瀬島光雄
- 脚本：田部俊行
- 撮影：柳島克己
- 美術：山崎秀満
- 編集：只野信也
- 音楽プロデューサー：高桑忠男
- 助監督：井坂聡

## オリジナルビデオ版
映画版の続編として製作された『仁義2』を皮切りに、1994年からシリーズ作品としてリリースされ、2008年に『仁義50』で一旦完結。2009年には『仁義51』と『仁義52』、2012年から『仁義　頂上編 エピソード１』から『仁義　頂上編 エピソード４』まで、シリーズ続編としてリリースされている。
2001年に、ビデオ版のキャストによる映画版のリメイク作『仁義 序章』がリリースされた。リリース順としては『仁義29』と『仁義30』との中間にあたる。
ビデオシリーズ第1弾『仁義2』の発売元は電影舎、販売元は徳間ジャパンコミュニケーションズ。『仁義3』以降は発売元が日本映像株式会社に変更（販売元は徳間ジャパンコミュニケーションズのまま）、『仁義26』以降は販売元がフルメディアに変更され（発売元は日本映像株式会社のまま）、『仁義44』以降は販売元が松竹株式会社に変更されている（発売元は日本映像株式会社のまま）。
なお、劇場版で義郎を演じていた竹内力は、Vシネマ作品からは仁を演じている。

### 登場人物（ビデオ版）
- 神林仁：竹内力 - 墨田川会砂組理事。神林通商 社長。3で砂組組長代行に就任する。
- 八崎義郎：榊原利彦 - 墨田川会砂組理事長。神林通商 専務。

### キャスト（ビデオ版）
- 神林仁：竹内力
- 八崎義郎：榊原利彦
- 砂川明治：奥野匡
- クモ助：山口祥行
- 米助：根岸大介
- 由紀子：武田久美子（2）
- 酒井陟：上田耕一（6 - 21）
- 銀猫のママ：西初恵（2 - 21）
- 伊藤小百合：伊奈由美子（2 - 15）
- 池田砂緒里：大原かおり（16 - 19）
- 奈々子：松田純（20 - 27）
- 千春：三田あいり（28 - 31）

### スタッフ（ビデオ版）
- 製作：瀬島光雄、大川修
- 撮影：長沼六男、満井坦彦、菊池亘、今泉尚亮、小松原茂、内田清美、北澤弘之、今井裕二
- 美術：丸尾知行、佐藤廊亮
- 録音：中村雅光
- 照明：小中健二郎
- 音楽：佐伯真魚、義野裕明、村山竜二

## OVA版
『JINGI 仁義』 - 1991年作品。50分。日映エージェンシー製作。
『JINGI 仁義 隅田川頂上作戦』 - 1992年作品。50分。

### キャスト（OVA版）
- 神林仁（CV：松本保典）
- 八崎義郎（CV：小杉十郎太）
- 砂川明治（CV：麦人）
- 米助（CV：菊池正美）
- 黒川康男（CV：鈴置洋孝）
- 相同一正（CV：小野健一）
- 愛子（CV：本多知恵子）
- 銀猫のママ（CV：速見圭）

### スタッフ（OVA版）
- 監督：村山靖、吉田健次郎
- 脚本：南部英夫
- キャラクターデザイン：川村敏江、阿部恒
- 作画監督：松本勝次、阿部恒
- 美術監督：石渡俊和
- 音響監督：田中英行